# San Gorgonio Mountain
Der San Gorgonio Mountain (auch Mount San Gorgonio oder Old Greyback) ist mit einer Höhe von 3505 m der höchste Berg in Südkalifornien und der Transverse Ranges.
Der Berg liegt in den San Bernardino Mountains, etwa 43 km östlich der Stadt San Bernardino und 19 km nordnordöstlich des San-Gorgonio-Pass. Er befindet sich in der San Gorgonio Wilderness, einem Teil des Sand to Snow National Monument, das vom San Bernardino National Forest verwaltet wird.
Da er der höchste Punkt in einer Region ist, die von höheren Gipfeln (z. B. in der Sierra Nevada) durch relativ niedriges Gelände getrennt ist, ist der San Gorgonio Mountain einer der topografisch prominentesten Gipfel in den Vereinigten Staaten. Unter den Gipfeln der 48 kontinentalen Staaten liegt er auf Platz 7 und insgesamt auf Platz 18.
Wie andere hohe Gipfel in den Transverse Ranges hat der Berg die Form einer Pyramide, mit einer steilen Nordwand und einer etwas flacheren Südwand. Der Berg ist groß und breit und das Gipfelplateau selbst hat eine Fläche von zirka 2 km².
Im Gegensatz zu seinem eindrucksvolleren, aber niedrigeren Nachbarn, dem San Jacinto Peak, ist der San Gorgonio nicht sonderlich zerklüftet und wirkt aus der Ferne wie ein extrem hoher Hügel, was ihm den Namen Greyback einbrachte. Obwohl er im Sommer nicht besonders markant aussieht, ist er der einzige Berg in Südkalifornien, dessen Gipfel sich deutlich über der Baumgrenze befindet. Durch seine nicht von der Vegetation verdeckte Schneekappe im Winter ist der Berg schon aus vielen Kilometern Entfernung zu erkennen. Er hat die längste aufgezeichnete Sichtlinie in den zusammenhängenden Vereinigten Staaten und ist noch vom Gipfel des Mount Whitney, welcher 306 km entfernt liegt, deutlich sichtbar.

## Geographie
Der San Gorgonio Mountain liegt am östlichsten Ende der Transverse Ranges und ist ein stark erodiertes, teilweise eingeschnittenes Plateau. Auf demselben Plateau liegen auch die benachbarten niedrigeren Gipfel des Jepson Peak und Big Draw Peak. Nordwestlich befindet sich der Charlton Peak, nordöstlich der Lake Peak und der Grinnel Mountain. Im Osten flacht das Massiv des San Gorgonio Mountain langsam ab, bis sich die Little San Bernardino Mountains knapp 25 km östlich anschließen. Südöstlich liegt der Bighorn Mountain und südlich hinter einem Bergsattel der Galena Peak.
Die größte Stadt in der Nähe ist Big Bear Lake. Dort gibt es zwei große Skigebiete und der dort befindliche See ist ein beliebter Sommerurlaubsort für Südkalifornier, die ihn zum Bootfahren, Schwimmen und Angeln nutzen.

### Hydrologie
Drei große Flüsse Südkaliforniens entspringen am San Gorgonio Mountain: der Santa Ana River, der Whitewater River und der San Gorgonio River.
Der Jenks Lake am Nordhang des Berges ist einer der wenigen ganzjährigen Seen in Südkalifornien.
Der San Gorgonio Mountain liegt an der Great Basin Divide, die Flüsse, die in die Becken der Basin and Range Province fließen, von Flüssen trennt, die in den Pazifischen Ozean münden.
Das Klima auf dem größten Teil des Berges ist nach der Köppen-Geiger-Klassifikation Csb (Mittelmeerklima). Auf dem Gipfel des San Gorgonio herrscht alpines Klima, da in diesem Gebiet in keinem Monat eine Durchschnittstemperatur von mehr als 10 °C herrscht.

## Bergwandern
Wie die meisten anderen Gipfel in den Transverse Ranges lässt sich auch der San Gorgonio Mountain durch eine technisch relativ einfache Wanderung besteigen. Mehrere Wanderwege führen zum ausgedehnten Gipfel, der sich etwa 100 m über der Baumgrenze erhebt. Die meisten Routen sind dennoch sehr anstrengend und erfordern einen Höhenunterschied von weit über 1200 m.

## Luftfahrt
- Am 1. Dezember 1952 wurde eine Douglas DC-3/C-47D der United States Air Force (USAF) (Luftfahrzeugkennzeichen 45-1124) 18 Kilometer nordnordwestlich von Banning (Kalifornien) (USA) während eines Schneesturms gegen die Ostwand des San Gorgonio Mountains geflogen. Die C-47 war auf dem Weg von der Offutt Air Force Base in Nebraska zur March Air Force Base in der Nähe von Riverside, als sie nachts auf dem Berg aufschlug. Bei diesem CFIT (Controlled flight into terrain) wurden alle 13 Insassen getötet, drei Besatzungsmitglieder und 10 Passagiere.[7][8][9]

- Fast einen Monat nach dem C-47-Unfall stürzte ein HRS-2-Hubschrauber des Marine Corps auf dem Berg ab, dessen Besatzung die Bergung der Opfer koordinieren sollte.[10] Die drei Besatzungsmitglieder des Hubschraubers überlebten den Aufprall.[11] Die meisten Wrackteile der beiden Luftfahrzeuge verbleiben auf dem Berg und sind über den Fish Creek Trailhead oder den South Fork Trailhead zugänglich.

- In den nachfolgenden Jahren kamen auf dem Berg die Mutter von Frank Sinatra am 6. Januar 1977 und Dean Paul Martin, der Sohn von Dean Martin am 21. März 1987 bei voneinander unabhängigen Flugunfällen ums Leben. Martin war Pilot der California Air National Guard; die McDonnell Douglas F-4C, mit der er von der March Air Force Base gestartet war (64-0923), verschwand in einem Schneesturm. Das Wrack mit den beiden getöteten Insassen wurde einige Tage später auf dem Berg gefunden.[12][13]

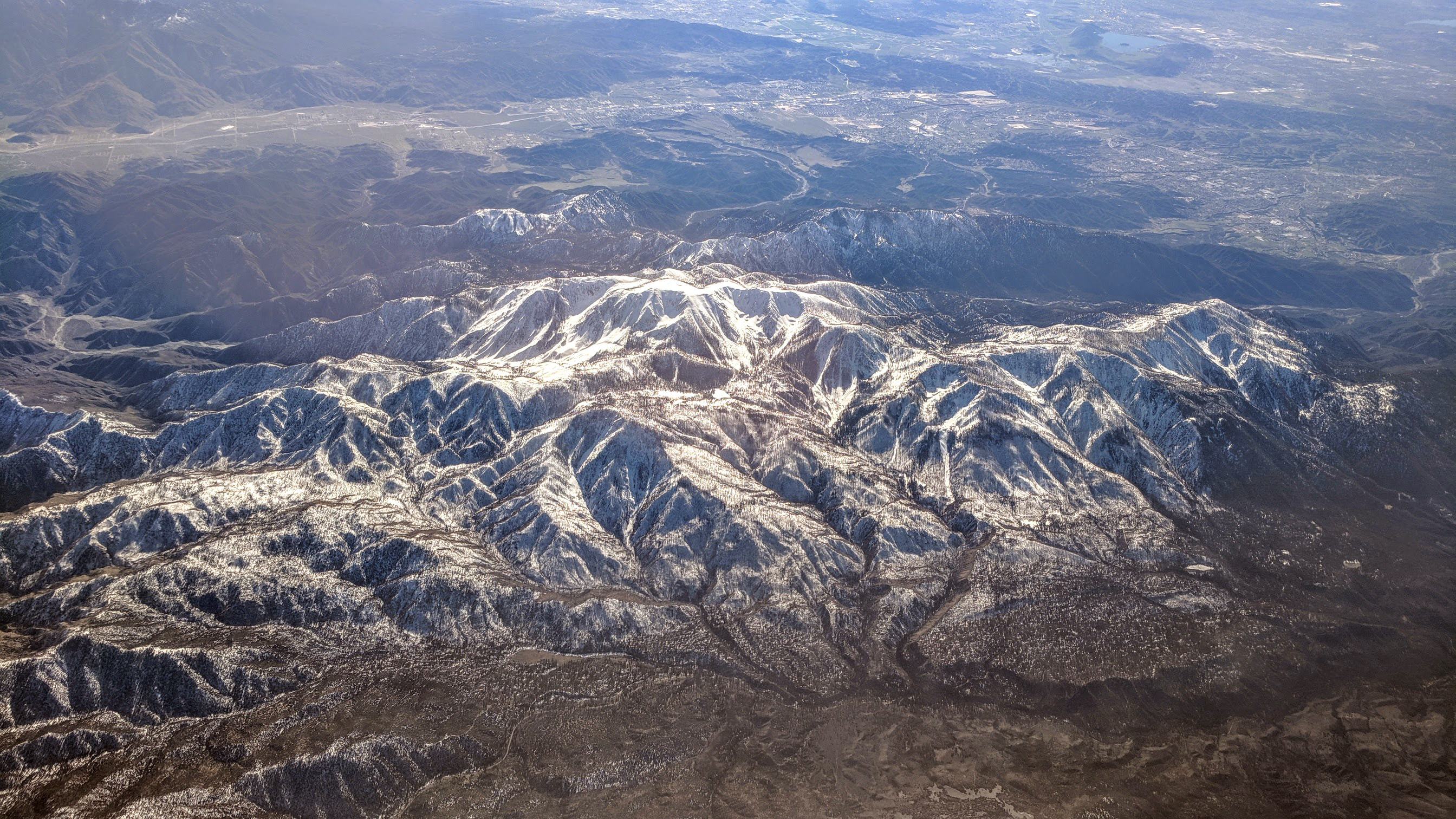
Schneebedeckter Gipfelbereich
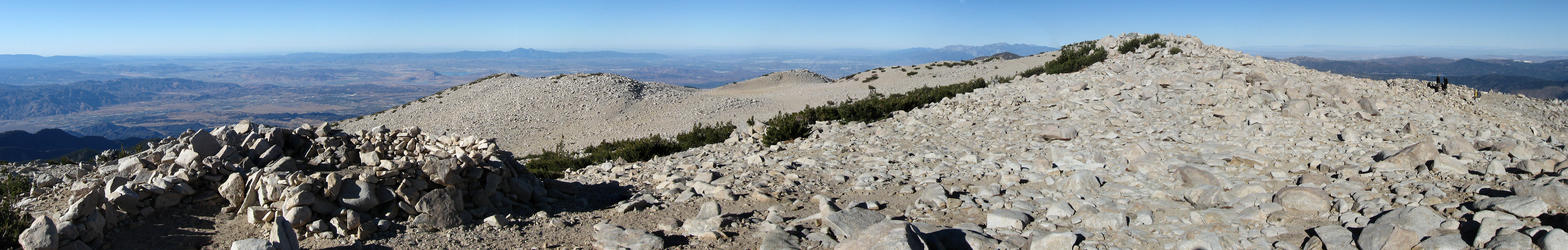
Panorama vom Gipfel